# Andrew McCarthy
Andrew Thomas McCarthy (n. 29 noiembrie 1962, Westfield⁠(d), New Jersey, SUA) este un actor, scriitor de călătorii și regizor american.
Este cunoscut ca membru al grupului de actori Brat Pack⁠(d), având roluri în filme din anii 1980 precum Libertinii⁠(d), Pretty in Pink⁠(d) și Zero barat⁠(d). McCarthy se află pe locul 40 în lista celor mai mari 100 de vedete adolescentine din toate timpurile realizată de VH1. În calitate de regizor, acesta este cunoscut pentru serialul câștigător al premiului Emmy Orange Is the New Black⁠(d).

## Biografie
McCarthy s-a născut în Westfield, New Jersey⁠(d), al treilea dintre cei patru băieți ai familiei. Mama sa lucra pentru un ziar, iar tatăl său era implicat în investiții și acțiuni. McCarthy s-a mutat la Bernardsville, New Jersey⁠(d) în adolescență, unde a urmat Liceul Bernards⁠(d) și Pingry School⁠(d). La Pingry l-a interpretat pe Artful Dodger în Oliver!⁠(d), primul său rol pe scenă. După ce a absolvit liceul, s-a înscris la NYU la specializarea actorie, dar a fost exmatriculat după doi ani.

## Cariera
Primul rol important al lui McCarthy a fost în comedia Colegi de cameră⁠(d) din 1983, alături de Jacqueline Bisset. A devenit fără să vrea membru al grupului de tineri actori de la Hollywood cunoscut sub denumirea de „Brat Pack” în anii 1980. Membrii grupului au apărut în filme precum Libertinii și Pretty in Pink. McCarthy a apărut în 1987 în filmele Manechinul⁠(d) și Zero barat, o adaptare cinematografică a romanului publicat sub același nume⁠(d) de Bret Easton Ellis. În 1985, McCarthy a jucat alături de Donald Sutherland și Kevin Dillon în Heaven Help Us⁠(d) (cunoscut și sub numele de Catholic Boys ) în rolul lui Michael Dunn. McCarthy și-a făcut debutul pe Broadway în The Boys of Winter. S-a întors rapid la Hollywood în 1988 pentru a juca în filme precum Dragoste fragilă⁠(d) și Kansas⁠(d). A avut succes și cu rolul din filmul de comedie Weekend cu Bernie⁠(d) din 1989.
S-a întors pe Broadway pentru a juca în Side Man⁠(d), iar producția a câștigat Premiul Tony în 1999 pentru Cea mai bună piesă de teatru⁠(d). În 2003, McCarthy urma să apară în două episoade din Lege și ordine: Intenții criminale⁠(d). Din cauza relațiilor proaste cu actorul Vincent D'Onofrio, creatorul serialului Dick Wolf⁠(d) a decis să nu-l mai invite. Wolf a declarat mai târziu că „Dl. McCarthy a avut un comportament nedisciplinat din momentul în care a ajuns pe platoul de filmare”. McCarthy a răspuns într-o declarație proprie, spunând: „Am fost concediat pentru că am refuzat să permit unui coleg actor să mă amenințe cu violență fizică, să mă agreseze și să încerce să mă controleze”. În ciuda acestui incident, acesta a apărut mai târziu într-un episod din Lege și ordine: Intenții criminale (cu Chris Noth, nu D'Onofrio), care a fost difuzat în noiembrie 2007. În 2004, a jucat rolul Dr. Hook în Spitalul bântuit. A apărut în cinci episoade ale serialului de televiziune NBC din 2005 E-Ring⁠(d). În 2008, a jucat în serialul În jungla orașului⁠(d) în rolul miliardarului Joe Bennett și a avut un rol minor în Cronicile Spiderwick⁠(d).
McCarthy a regizat mai multe episoade ale serialul de televiziune Gossip Girl: Intrigi la New York, inclusiv „Touch of Eva⁠(d)” în sezonul al patrulea. În 2010 și 2011, acesta a apărut în serialul de succes Hoțul fermecător⁠(d), iar în următorul sezon a regizat episodul „Neighborhood Watch⁠(d)”. În 2015, a regizat trei episoade din sezonul 2 al serialului de televiziune al NBC Lista neagră⁠(d), cu James Spader și Megan Boone⁠(d) în rolurile principale. În 2016, a jucat în drama ABC The Family⁠(d). Din 2020, a avut un rol episodic în serialul Good Girls⁠(d) de la NBC. În aprilie 2022, McCarthy s-a alăturat distribuției Rezidentul⁠(d) în rolul lui Ian Sullivan, un renumit chirurg pediatru și tatăl înstrăinat al personajului Cade. Pe 11 iulie 2022, s-a anunțat că rolul său va deveni rol principal în sezonul șase.

### Scriitor
McCarthy a început să scrie despre călătorii și a fost redactor general la revista National Geographic Traveler. În 2010, McCarthy a fost escortat dintr-o biserică subterană din Lalibela, Etiopia, pentru că a intrat pe zonă fără documente. A intrat în biserică în calitate de scriitor al revistei de călătorii Afar⁠(d). Cartea lui McCarthy - The Longest Way Home: One Man's Quest for the Courage to Settle Down - a fost publicată în 2012.
În februarie 2015, National Geographic a publicat relatarea lui McCarthy, intitulată „A Song for Ireland”, despre întoarcerea sa la casa din orașul Lacka West din parohia Duagh⁠(d), County Kerry, Irlanda din care emigrase străbunicul său, John McCarthy, la sfârșitul anilor 1800.
McCarthy a primit mai multe premii de la SATW (Society of American Travel Writers), inclusiv Travel Journalist of the Year în 2010.
În 2017, Algonquin Books⁠(d) a publicat romanul lui McCarthy - Just Fly Away. Romanul a devenit un bestseller al New York Times.
Memoriile lui McCarthy despre viața și cariera sa din anii 1980 au fost publicate într-o carte numită Brat: An '80s Story; aceasta a fost lansată în mai 2021 de Grand Central Publishing⁠(d).

## Viața personală
În 1992, McCarthy a intrat într-un program de dezalcoolizare și de atunci nu a mai consuma alcool.
În 1999, McCarthy s-a căsătorit cu iubita sa din facultate, Carol Schneider, la 20 de ani după ce s-au întâlnit pentru prima dată. În 2002, Schneider a născut un băiat, Sam⁠(d), care a devenit și actor. McCarthy și Schneider au divorțat în 2005.
Pe 28 august 2011, McCarthy s-a căsătorit cu scriitoarea și regizoarea irlandeză Dolores Rice. Cuplul are doi copii.

## Filmografie

### Filme
| An   | Titlu | Rol                             | Note                              |
| ---- | --- | ------------------------------- | --------------------------------- |
| 1983 | Class | Jonathan Ogner                  |                                   |
| 1984 | The Beniker Gang | Arthur Beniker                  |                                   |
| 1985 | Heaven Help Us | Michael Dunn                    | a.k.a. Catholic Boys              |
| 1985 | St. Elmo's Fire | Kevin Dolenz                    |                                   |
| 1986 | Pretty in Pink | Blane McDonough                 |                                   |
| 1987 | Mannequin | Jonathan Switcher               |                                   |
| 1987 | Waiting for the Moon | Henry Hopper                    |                                   |
| 1987 | Less than Zero | Clay Easton                     |                                   |
| 1988 | Kansas | Wade Corey                      |                                   |
| 1988 | Fresh Horses | Matt Larkin                     |                                   |
| 1989 | Weekend at Bernie's | Larry Wilson                    |                                   |
| 1990 | Quiet Days in Clichy | Henry Miller                    | a.k.a. Jours tranquilles à Clichy |
| 1990 | Dr. M | The Assassin                    |                                   |
| 1991 | Year of the Gun | David Raybourne                 |                                   |
| 1992 | Only You | Clifford Godfrey                |                                   |
| 1993 | Weekend at Bernie's II | Larry Wilson                    |                                   |
| 1993 | The Joy Luck Club | Ted Jordan                      |                                   |
| 1994 | Getting In | Rupert Grimm                    | a.k.a. Student Body               |
| 1994 | Dead Funny | Reggie Barker                   |                                   |
| 1994 | Mrs. Parker and the Vicious Circle | Eddie Parker                    |                                   |
| 1995 | Night of the Running Man | Jerry Logan                     | Direct-to-video                   |
| 1995 | Dream Man | David Mander                    | Direct-to-video                   |
| 1996 | Mulholland Falls | Jimmy Fields                    |                                   |
| 1996 | Everything Relative | Howard                          |                                   |
| 1996 | Things I Never Told You | Don Henderson                   | a.k.a. Cosas que nunca te dije    |
| 1997 | Stag | Peter Weber                     |                                   |
| 1998 | Bela Donna | Frank                           |                                   |
| 1998 | I Woke Up Early the Day I Died | Cemetery Cop                    |                                   |
| 1998 | I'm Losing You | Bertie Krohn                    |                                   |
| 1999 | A Twist of Faith | Henry Smith                     |                                   |
| 1999 | New World Disorder | Kurt Bishop                     |                                   |
| 1999 | New Waterford Girl | Cecil Sweeney                   |                                   |
| 2000 | Nowhere in Sight | Eric Shelton                    |                                   |
| 2001 | Heaven Must Wait | Raymond Cane                    |                                   |
| 2002 | Anything But Love | Elliot Shephard                 | a.k.a. Standard Time              |
| 2004 | 2BPerfectlyHonest | Josh                            |                                   |
| 2004 | style="background: var(--background-color-notice-subtle,#ececec); color: grey; color:var(--color-base, #000);" class="table-na" \| N/A | Regizor, Scenarist; Scurtmetraj |                                   |
| 2005 | The Orphan King | Charles King                    |                                   |
| 2008 | The Spiderwick Chronicles | Richard Grace                   |                                   |
| 2009 | The Good Guy | Cash                            |                                   |
| 2009 | Camp Hell | Michael Leary                   |                                   |
| 2010 | Main Street | Howard Mercer                   |                                   |
| 2011 | The Brooklyn Brothers Beat the Best | Brian                           |                                   |
| 2011 | Snatched | Frank Baum                      |                                   |
| 2019 | Finding Julia | Mike Chamonix                   |                                   |

### Seriale
| An        | Titlu                             | Rol                      | Note                                            |
| --------- | --------------------------------- | ------------------------ | ----------------------------------------------- |
| 1986      | Amazing Stories                   | Edwin                    | Episodul: "Grandpa's Ghost"                     |
| 1991      | Tales from the Crypt              | Edward Foster            | Episodul: "Loved to Death"                      |
| 1992      | Screen Two                        | Martin Musgrove          | Episodul: "Common Pursuit"                      |
| 1995      | The Courtyard                     | Jonathan Hoffman         | Film de televiziune                             |
| 1996      | Escape Clause                     | Richard Ramsay           | Film de televiziune                             |
| 1996      | Hostile Force                     | Rabbit (Mike)            | Film de televiziune                             |
| 1996      | The Christmas Tree                | Richard Reilly           | Film de televiziune                             |
| 1998      | A Father for Brittany             | Keith Lussier            | Film de televiziune (a.k.a. A Change of Heart)  |
| 1998      | Perfect Assassins                 | Ben Carroway             | Film de televiziune                             |
| 2000      | A Storm in Summer                 | Stanley Banner           | Film de televiziune                             |
| 2000      | Law & Order: Special Victims Unit | Randolph Morrow          | Episodul: "Slaves"                              |
| 2000      | The Sight                         | Michael Lewis            | Film de televiziune                             |
| 2000      | Jackie Bouvier Kennedy Onassis    | Robert F. Kennedy        | Film de televiziune                             |
| 2002      | Georgetown                        |                          | Film de televiziune                             |
| 2002      | The Secret Life of Zoey           | Mike Harper              | Film de televiziune                             |
| 2003      | Straight from the Heart           | Tyler Ross               | Film de televiziune                             |
| 2003      | Law & Order                       | Attorney Finnerty        | Episodul: "Absentia"                            |
| 2003      | The Twilight Zone                 | Will Marshall            | Episodul: "The Monsters Are on Maple Street"    |
| 2003      | Monk                              | Derek Philby             | Episodul: "Mr. Monk Goes Back to School"        |
| 2004      | Kingdom Hospital                  | Dr. Hook                 | Seriale                                         |
| 2004      | The Hollywood Mom's Mystery       | Kit Freers               | Film de televiziune                             |
| 2005      | Crusader                          | Hank Robinson            | Film de televiziune                             |
| 2005      | E-Ring                            | Aaron Gerrity            | 5 episoade                                      |
| 2006      | The Way                           | Henry Warden             | Episod pilot                                    |
| 2007      | Law & Order: Criminal Intent      | A.D.A. Gene Hoyle        | Episodul: "Offense"                             |
| 2008–09   | Lipstick Jungle                   | Joe Bennett; Director    | 20 episoade                                     |
| 2009      | Gossip Girl                       | Rick Rhodes              | Episodul: "Valley Girls"                        |
| 2009      | Royal Pains                       | Marshall David Bryant IV | 2 episoade                                      |
| 2009      | The National Tree                 | Corey Burdoc             | Film de televiziune                             |
| 2010–2012 | Gossip Girl                       | Director                 | 6 episoade                                      |
| 2011      | White Collar                      | Vincent Adler            | 2 episoade                                      |
| 2012      | A Christmas Dance                 | Jack                     | Film de televiziune (a.k.a. Come Dance with Me) |
| 2013–2019 | Orange Is the New Black           | Director                 | 15 episoade                                     |
| 2013-2014 | Alpha House                       | Director                 | 4 episoade                                      |
| 2015-2017 | Turn: Washington's Spies          | Director                 | 3 episoade                                      |
| 2015-2022 | The Blacklist                     | Director                 | 22 de episoade                                  |
| 2016      | The Family                        | Hank Asher               | 12 episoade                                     |
| 2017      | The Blacklist: Redemption         | Director                 | Episodul: "Hostages"                            |
| 2018      | Nightflyers                       | Director                 | 2 episoade                                      |
| 2018      | New Amsterdam                     | Director                 | Episodul: "As Long as it Takes"                 |
| 2018-2020 | Condor                            | Director                 | 5 episoade                                      |
| 2019      | The Enemy Within                  | Director                 | Episodul: "Sequestered"                         |
| 2019-2020 | Good Girls                        | Director                 | Episodul: "Jeff"/"Au Jus"/"Vegas Baby"          |
| 2020-2021 | Good Girls                        | Mr. Fitzpatrick          | 5 episoade                                      |
| 2020      | The Sinner                        | Director                 | 2 episoade                                      |
| 2020      | 13 Reasons Why                    | Mr. St. George           | Episodul: Prom                                  |
| 2022      | The Resident                      | Ian Sullivan             | Rol principal (sezonul 6–)                      |